# Прадо (парк)

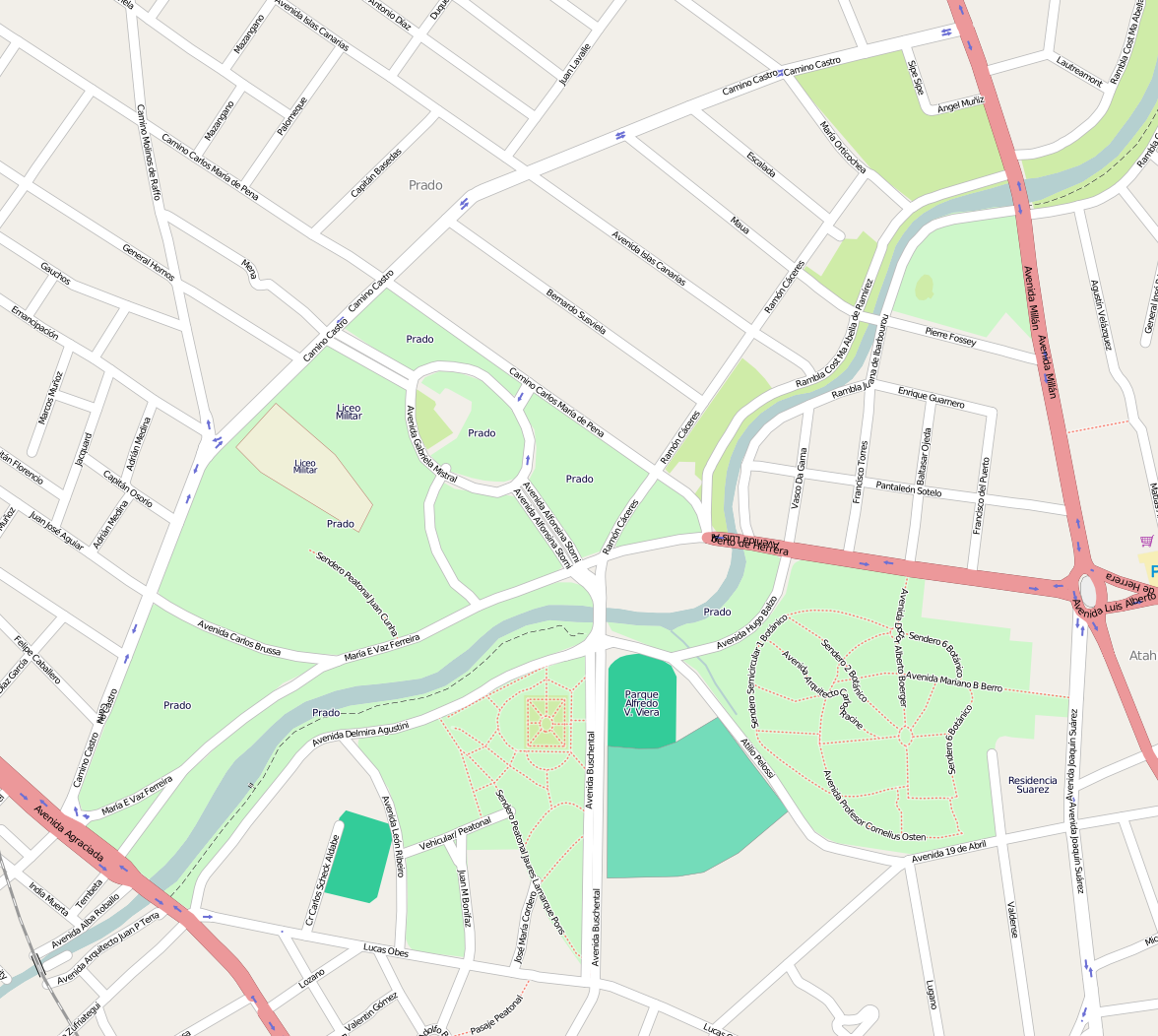
Карта парка Прадо

Парк Прадо (исп. Parque Prado  ) — один из крупнейших общественных парков Монтевидео. Основан в 1873 году, занимает территорию площадью 106 гектаров и расположен в районе Прадо. Через парк протекает ручей Мигелете.

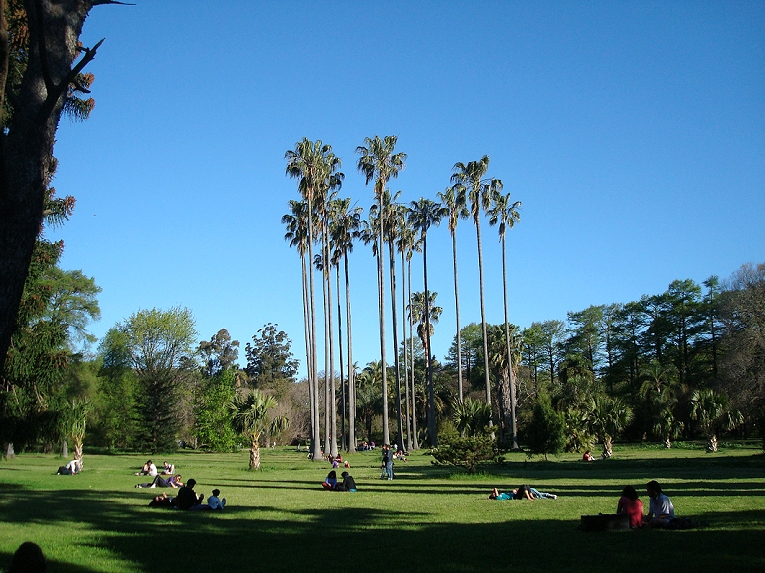
Парк Прадо

Также на территории парка расположены два музея. Первый, музей изящных искусств имени Хуана Мануэля Бланеса, основан в 1930 году и расположен в Палладианской вилле. Данный музей является национальным историческим памятником с 1975 года и включает в себя единственный в Монтевидео японский сад. На территории парка также находится музей имени Атилио Ломбардо и ботанический сад, оба были созданы в 1902 году. Национальный институт физической климатологии и его обсерватория также находятся в Прадо.